# Michael France
Michael France, född 4 januari 1962 i Saint Petersburg, Florida, död 12 april 2013 i St. Pete Beach, Florida, var en amerikansk manusförfattare till Hollywood-filmer i genrerna action och superhjältefilm.

## Biografi
Michael France gjorde sig ett namn inom den amerikanska filmindustrin med manuset till actionfilmen Cliffhanger 1993. Han var även med i den manusförfattande förproduktionen till 1995 års James Bond-film Goldeneye som gav Bond-serien en nystart med Pierce Brosnan i huvudrollen. Både Cliffhanger och Goldeneye hade spektakulära stunttrick utförda av den brittiske stuntmannen Simon Crane.
Under det tidiga 2000-talet låg France bakom manus till superhjältefilmerna Hulk (2003) och Fantastic Four (2005), samt även till The Punisher från 2004.
France dog i sitt hem i St. Pete Beach i Florida den 12 april 2013, 51 år gammal, efter att ha varit sjuk en tid i diabetes.